# Icarians

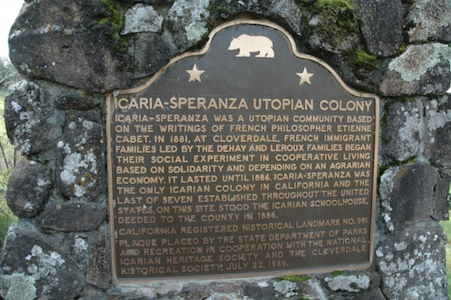
Placa commemorativa de la instal·lació de la colònia utòpica Icària-Speranza al comtat de Sonoma, Califòrnia, l'últim del seu gènere.

Els icarians van conformar un moviment d'utòpics francesos, liderats per Étienne Cabet, que van establir un grup de comunes igualitàries a Amèrica del Nord entre 1848 i 1898.
Icària va ser el nom donat pel teòric polític i socialista utòpic Étienne Cabet a la seva ciutat ideal, una utopia que es fundava sobre principis comunistes. Per extensió, "Icària" serà el nom atorgat a les comunes fundades pels adeptes de Cabet a Amèrica.
El moviment icarià va durar quaranta-nou anys. Com totes les utopies d'aleshores, els icarians es van diluir a l'interior de la seva pròpia comunitat. El seu pobre planejament i administració financera, juntament amb les disputes personals, semblen haver estat les arrels de la desintegració.

## Origen europeu

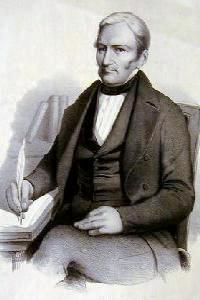
Étienne Cabet

Étienne Cabet va néixer a França el 1788, on va assistir a l'escola de Dret, va exercir el periodisme i fou organitzador polític d'un grup revolucionari semiclandestí denominat la carboneria que va ser fundat pel marquès de La Fayette. Cabet va ser un entusiasta dels sentiments democràtics que van portar a la Revolució de Juliol i va ser escollit en la nova Assemblea Nacional de 1831; no obstant això, va criticar la monarquia per no fer prou per restaurar els drets democràtics. El 1832, Cabet va escriure Història popular de la Revolució Francesa de 1789 a 1830, una acusació a l'Antic Règim i a l'opressió de la societat industrial del segle xix. A causa d'aquest llibre, Cabet va ser sentenciat per traïció el 1834. Va fugir a Londres i no va tornar a França fins al 1839.
A Anglaterra, Cabet va prendre idees de Tomàs Moro i Robert Owen i, quan tornà el 1840, va publicar amb pseudònim Viatge a Icària, un programa narratiu d'una utopia comunal. Les idees utòpiques de Cabet van influenciar Karl Marx i d'altres pensadors socials, encara que el comunisme icarià mai va incloure elements coercitius, classistes i antidemocràtics (i.g. "la dictadura del proletariat) que van formar part del marxisme. Creia que en compartir les propietats, la pobresa seria eliminada i aleshores tothom podria contribuir al conjunt i obtenir una existència pacífica. El resultat final seria la igualtat per a tots. El llibre va ser tremendament popular, amb centenars de milers de lectors. En 1846 Cabet va escriure Veritable cristianisme seguint Jesucrist, un treball influenciat per idees càtares de l'antimaterialisme dualista i de les idees anticlericals de la Il·lustració.
El 16 d'abril de 1848, Étienne Cabet va cavalcar pels carrers de París a la recerca de seguidors per a la seva societat perfecta. Així es va dirigir tant a membres de la classe mitjana com a camperols. Necessitava gent que tingués habilitat en la manufactura, el teixit, la confecció, així com qualsevol altra habilitat útil que pogués assegurar que la seva nova societat fos el més autosuficient possible a Amèrica. Amb això, també va incloure dones que ajudarien a mantenir les cases i cuidar als malalts.
Per promocionar la seva societat, va publicar articles al seu periòdic Le Populaire. Aquesta publicació era única a causa que tres quartes parts dels seus accionistes eren artesans que seguien les idees de Cabet. Le Populaire tenia una tirada de 4.500 exemplars, escrits en un llenguatge simple que atreia a la classe mitjana francesa. Una segona publicació, La Village, va ser escrita per a lectors camperols, ja que Cabet es va adonar que necessitaria camperols en la seva Icària americana, per la qual cosa va buscar atreure'ls.

## Política i planejament
Pels icarians, el remei per a qualsevol problema seria una millor organització social i política. La societat era lliure, la qual cosa significava que no seria imposada a ningú. Qui volgués podia unir-se sempre que adoptés enterament els seus principis. L'estructura política consistia en un president que era escollit anualment i quatre oficials a càrrec de les finances, agricultura, indústria i educació. Els potencials membres de la comunitat havien de ser admesos per un vot majoritari dels seus homes adults. Això es realitzava després que el potencial membre hagués viscut en la societat durant quatre mesos i obstinés $80. Així mateix, tots els membres perdien el dret sobre les seves propietats.
Cabet va estar molt influenciat pels esdeveniments de la Revolució de 1830, en la qual un aixecament democràtic va reemplaçar l'últim rei borbó amb un monarca orleanista qui va proclamar una nova constitució que respectava els drets civils. Aquests drets van ser disminuïts amb el temps (Els miserables de Victor Hugo descriu els esdeveniments de 1832) i Cabet va escriure el seu treball sobre una societat ideal, Viatge a Icària. Aquest treball va capturar la imaginació de centenars de milers de lectors a França, la qual cosa va impulsar el moviment utòpic. En 1847, en un article de Le Populaire titulat "Allons en Amerique!" (Anem a Amèrica!), Cabet fa una crida als seus seguidors per crear una comunitat utòpica a les colònies angleses a Amèrica.
La visió de Karl Marx d'una utopia perfecta de treballadors va rebre gran influència tant de l'idealisme de Cabet com de la seva prova en la seva realització a Illinois i a Iowa.

## Assentament americà

### Nova Orleans
Al 1848, 1500 seguidors de Cabet es van congregar al port de le Havre per embarcar-se cap als Estats Units. Van arribar a Nova Orleans el 27 de març de 1848 i van romandre a la zona gairebé quatre anys, mentre que una "avantguarda" va intentar establir una colònia a Texas. Aquesta colònia es va assentar prop de Fort Worth (Texas). Havien escollit aquesta regió a causa de l'abundància de terra, llibertat de vigilància policial i la separació de l'Església i l'Estat. Quan no va tenir èxit, els icarians van comprar terres a Nauvoo, Illinois, i s'hi van mudar allí el 1852.

### Comtat Denton, Texas
Un grup de 69 colons icarians coneguts com l'"avantguarda" van viatjar de Nova Orleans a un lloc al comtat de Denton en Texas (al nord-oest de Fort Worth), on van arribar el 31 de maig de 1848. La terra era inhòspita i es van acabar les seves provisions, la qual cosa va ocasionar grans dificultats als pioners. A l'agost, un segon grup d'avantguarda va arribar a la colònia de Texas. La direcció de la colònia va decidir abandonar el lloc i, al setembre, l'avantguarda va deixar Texas i va retornar a Nova Orleans.

### Nauvoo, Illinois

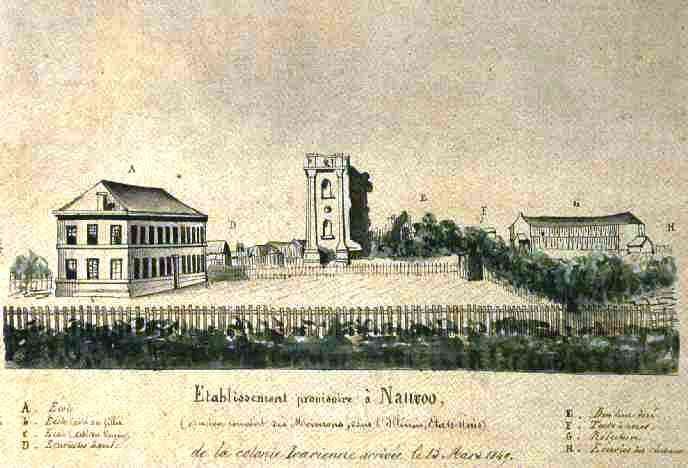
Dibuix de l'establiment de Nauvoo el 1849

Després del fracàs de la colònia de Texas, els icarians van decidir dirigir-se al nord a Nauvoo, Illinois, un petit poble a la vora del riu Mississipi, que havia estat recentment abandonat pels mormons. Nauvoo es va convertir en la primera comunitat icariana permanent a inicis de la dècada de 1850. En el cens de 1850, van ser llistades 505 famílies en Nauvoo; per 1854, hi havia 405 membres de la colònia. La majoria procedia de França, encara que alguns havien vingut d'Alemanya, Suïssa, Espanya, Itàlia, Hongria, Suècia, Holanda, Regne Unit i els Estats Units. En aquesta ciutat, es publicaven dos periòdics: el Real Icarienne en francès i Der Communist en alemany.
Una constitució creada en 1853 especificava que els residents de la colònia de Nauvoo estaven obligats a donar tots els seus béns terrenals a la comunitat, que havien d'incloure un mínim de $60. Es permetia mudar-se a la colònia permanent d'Iowa als qui superaven un període probatori de quatre mesos.
En 1852, es va interposar una demanda a París contra Cabet a causa dels reclams d'alguns dels colons icarians. Cabet va retornar a França per 18 mesos. Quan va tornar, va implementar regles sobre parlar en conferències, va prohibir-hi fumar i va establir altres regulacions que esdevingueren impopulars per a alguns membres de la comunitat. La comunitat icariana de Nauvoo es va dividir per una votació de 219 contra 180. Cabet i els seus seguidors van abandonar Nauvoo a l'octubre de 1856 i va marxar a Saint Louis (Missouri). La colònia de Nauvoo va tenir dificultats financeres i va haver de dispersar-se en 1860.

### Corning, Iowa
El 1852, els icarians van comprar terres al comtat d'Adams a Iowa amb la intenció de formar un nou assentament permanent. El 1860, quan la colònia de Nauvoo va fallir, molts membres de la comunitat es van traslladar a aquest nou lloc a Iowa. Els colons van arribar amb les mans buides, excepte les seves habilitats i $20,000 de deutes. L'estat d'Iowa va atorgar el 1860 una carta d'incorporació a la colònia de Corning. La comunitat va prosperar durant la Guerra Civil Nord-americana gràcies a la venda d'aliments a bons preus i van ser capaços de pagar el seu deute col·lectiu per 1870.
En la dècada del 1870, la colònia icariana a Corning es va dividir. Els vieux icariens estaven en contra de concedir a les dones el dret al vot, mentre que els jeunes icariens estaven a favor de fer-ho. Per una votació de 31 contra 17, la comunitat sencera va votar contra el sufragi femení. Després d'això, els icarians joves es van traslladar a un nou lloc a 5 km a l'est de Corning. La comunitat d'icarians antics va deixar de ser viable i va ser forçada a dispersar-se a causa de la fallida en 1878. La nova comunitat establí la seva pròpia constitució en 1879. El 1898, aquesta última comunitat d'icarians es va dissoldre de forma voluntària, car els seus membres van decidir integrar-se als pobles limítrofs.

### Cheltenham, Missouri
Els icarians que havien abandonat Nauvoo van arribar a Saint Louis el 6 de novembre del 1856. Cabet va morir l'endemà passat. El 15 de febrer del 1858, un grup de 151 icarians va prendre possessió d'uns quants centenars d'acres a Cheltenham, Missouri. Aquesta colònia va caure ràpidament en diverses disputes. Durant la Guerra Civil, molts joves es van unir a la causa de la Unió. Per 1864, només al voltant de vint residents romanien en la propietat. Al març de 1864, A. Sauva va retornar les claus de la propietat a Thomas Allen, de qui havia comprat la propietat en 1858, deixant un gran deute darrere.
El 1872, els edificis van quedar en mal estat i, el 1875, un va incendi va destruir totes les edificacions de la propietat, amb el que es va eliminar l'última evidència de la colònia icariana.

### Cloverdale, Califòrnia
Es va establir una nova colònia d'Icària el 1881 al sud de Cloverdale, Califòrnia, però es va dissoldre el 1886. En l'actualitat, existeix un marcador històric al sud del poble assenyalant on quedava l'escola.